# Paul Pârvulescu
Paul Ovidiu Pârvulescu (* 11. August 1988 in Mediaș) ist ein ehemaliger rumänischer Fußballspieler.

## Karriere
Die Karriere von Pârvulescu begann bei Gaz Metan Mediaș in seiner Heimatstadt. In der Saison 2006/07 gehörte er erstmals dem Kader der ersten Mannschaft an, die seinerzeit in der Liga II spielte. Er kam zunächst nur unregelmäßig zum Einsatz und stieg mit seinem Team am Ende der Spielzeit 2007/08 in die Liga 1 auf. Nach dem Klassenerhalt im ersten Jahr etablierte er sich in der Saison 2009/10 als Stammkraft im Mittelfeld von Gaz Metan. Die Spielzeit 2010/11 endete mit der Qualifikation zur Europa League. Dort scheiterte er mit seiner Mannschaft in den Play-offs am FK Austria Wien, nachdem zuvor der 1. FSV Mainz 05 ausgeschaltet worden war.
Zu Beginn des Jahres 2012 verließ Pârvulescu seine Heimatstadt und schloss sich dem rumänischen Rekordmeister Steaua Bukarest an. Dort gewann er mit der Meisterschaft 2013 seinen ersten Titel, kam im Meisterjahr jedoch nur auf zwölf Einsätze. Diesen Erfolg konnte er ein Jahr später wiederholen. Anfang 2015 wurde er für ein halbes Jahr an den FC Viitorul Constanța ausgeliehen.
Nach weiteren Leihen an den FC Voluntari und an ASA Târgu Mureș verließ er Steaua im Juli 2016 und wechselte zum österreichischen Bundesligisten SKN St. Pölten, bei dem er einen bis Juni 2018 gültigen Vertrag erhielt.
Zur Saison 2017/18 wechselte er nach Polen zu Wisła Płock.

## Erfolge
- 2× Rumänischer Meister: 2013, 2014